# Aeschropteryx martina
Aeschropteryx martina là một loài bướm đêm trong họ Geometridae.